# Temuah
Temuah ist ein Motu des Onotoa-Atolls der pazifischen Inselrepublik Kiribati.

## Geographie
Temuah bildet die Nordspitze des Atolls. Im Süden schließt sich Buariki (Tanyah) an. Vor der Westspitze der Insel liegt das Eiland Aonteumwa. 
An der Südküste, zur Lagune hin, liegt das Örtchen Tekawa und im zerklüfteten Inselinneren, im Osten liegt der Flugplatz Onotoa (NGON, OOT).